# Winnertzia pectinulata
Winnertzia pectinulata är en tvåvingeart som beskrevs av Boris Mamaev 1975. Winnertzia pectinulata ingår i släktet Winnertzia och familjen gallmyggor. Inga underarter finns listade i Catalogue of Life.